# Rhinotus centralis
Rhinotus centralis är en mångfotingart som först beskrevs av Chamberlin 1940.  Rhinotus centralis ingår i släktet Rhinotus och familjen Siphonotidae. Inga underarter finns listade i Catalogue of Life.